# Gurley (Nebraska)
Gurley es una villa ubicada en el condado de Cheyenne en el estado estadounidense de Nebraska. En el Censo de 2010 tenía una población de 214 habitantes y una densidad poblacional de 441,85 personas por km².

## Geografía
Gurley se encuentra ubicada en las coordenadas 41°19′17″N 102°58′28″O / 41.32139, -102.97444. Según la Oficina del Censo de los Estados Unidos, Gurley tiene una superficie total de 0.48 km², de la cual 0.48 km² corresponden a tierra firme y (0%) 0 km² es agua.

## Demografía
Según el censo de 2010, había 214 personas residiendo en Gurley. La densidad de población era de 441,85 hab./km². De los 214 habitantes, Gurley estaba compuesto por el 96.73% blancos, el 0.47% eran afroamericanos, el 1.87% eran amerindios, el 0% eran asiáticos, el 0% eran isleños del Pacífico, el 0.47% eran de otras razas y el 0.47% pertenecían a dos o más razas. Del total de la población el 10.28% eran hispanos o latinos de cualquier raza.